# Monte Olivo
Monte Olivo är en ort i Mexiko.   Den ligger i kommunen Pueblo Nuevo Solistahuacán och delstaten Chiapas, i den sydöstra delen av landet, 700 km öster om huvudstaden Mexico City. Monte Olivo ligger 1 221 meter över havet och antalet invånare är 419.
Terrängen runt Monte Olivo är varierad. Runt Monte Olivo är det ganska tätbefolkat, med 104 invånare per kvadratkilometer. Närmaste större samhälle är Pueblo Nuevo Jolistahuacan, 8,6 km sydväst om Monte Olivo. Omgivningarna runt Monte Olivo är en mosaik av jordbruksmark och naturlig växtlighet.